# Maracajá-Guaçu
Maracajá-Guaçu (tupi: maracaiaguaçu, «Grande gato-maracajá»)? foi um líder indígena (cacique) dos temiminós das primeiras décadas do século XVI, conhecido aliados dos conquistadores portugueses. Era o pai de Arariboia, fundador da aldeia de São Lourenço dos Índios, que deu origem a cidade de  Niterói.

## Vida
Maracajá-Guaçu era cacique dos temiminós. Segundo as cartas dos jesuítas, era muito conhecido entre os cristão, muito temido entre os indígenas e mais aparentado entre eles. Vivia no Rio de Janeiro e há vários anos que estava em guerra com os tamoios, que o derrotaram e cercaram em sua aldeia. Mandou um filho seu à Capitania do Espírito Santo para pedir que lhe mandassem embarcação para ajudá-lo, bem como para converter ele, sua mulher, filhos e outros que queriam se tornar cristãos. Segundo outra carta, já havia se aproximado dos portugueses na figura do governador-geral Tomé de Sousa (1549–1553), provavelmente numa das ocasiões que o último esteve na baía de Guanabara. Em 1556, para comodidade dos jesuítas, o capitão-donatário Vasco Fernandes Coutinho ordenou que os índios de Maracaiaguaçu e os da aldeia de Maraguai fossem unidos num único aldeamento "perto da vila".
Em 20 de janeiro de 1558 a doença, resultante do ferimento de uma flechada, de um dos filhos de Maracaiaguaçu precipitou o batismo e casamento daquele, precatando-se, assim, a salvação da alma do neófito que recebeu o nome de Sebastião Lemos em honra do santo do dia e do senhor da ilha onde residiam e na altura estava presente; seus padrinhos foram Duarte de Lemos, Bernardo Sanches da Pimenta e André Serrão Em 2 de abril, na última semana da Quaresma, Sebastião faleceu e em seu pomposo ritual funerário foram mesclados rituais da morte católicos e indígenas. Na noite seguinte, Maracaiaguaçu falou aos seus acerca da excelência da conversão à nova fé. Dias depois, os jesuítas celebraram uma missa pela alma do defunto, em officio cantado, na qual o cacique se sentou na primeira fila da igreja de Santiago entre Vasco Fernandes Coutinho e o filho deste de mesmo nome.
Depois da missa, o capitão donatário convidou Maracaiaguaçu e alguns dos seus para, juntamente com o padre Francisco Pires, irem a sua casa. Aí trataram das questões que afligiam os dois chefes, mormente os conflitos entre indígenas e cristãos que conduzira a confrontos entre as duas comunidades. Nas conversações, com intérprete, o padre teve participação ativa, pois foi sua a sugestão de se estreitarem mais os laços entre as duas comunidades através dos batizados de Maracaiaguaçu e sua mulher e o casamento de ambos, que concordaram. Para selar o acordo simbolizado pelo ato religioso, Maracaiaguaçu, a mulher e os filhos receberiam respetivamente o nome de Vasco Coutinho, o da mãe e dos filhos deste. O pacto seria comemorado com uma festa que Vasco Coutinho se propôs a organizar.